# San Martino Buon Albergo
San Martino Buon Albergo é uma comuna italiana da região do Vêneto, província de Verona, com cerca de 13.087 habitantes. Estende-se por uma área de 35,3 km², tendo uma densidade populacional de 374 hab/km². Faz fronteira com Caldiero, Lavagno, Mezzane di Sotto, San Giovanni Lupatoto, Verona, Zevio.

## Demografia
| Variação demográfica do município entre 1861 e 2011                               |
|                                                                                   |
| Fonte: Istituto Nazionale di Statistica (ISTAT) - Elaboração gráfica da Wikipedia |